# Sare
Sare – miejscowość i gmina we Francji, w regionie Nowa Akwitania, w departamencie Pireneje Atlantyckie.
Według danych na rok 1990 gminę zamieszkiwały 2054 osoby, a gęstość zaludnienia wynosiła 40 osób/km² (wśród 2290 gmin Akwitanii Sare plasuje się na 205. miejscu pod względem liczby ludności, natomiast pod względem powierzchni na miejscu 114.).